# Kaito Anzai
Kaito Anzai (安西 海斗 Anzai Kaito?, nacido el 19 de febrero de 1998 en Saitama) es un futbolista japonés que se desempeña como centrocampista.

## Trayectoria

### Clubes
| Club                       | País     | Año         |
| -------------------------- | -------- | ----------- |
| Kashiwa Reysol             | Japón    | 2016 - 2019 |
| Montedio Yamagata (cedido) | Japón    | 2017 - 2018 |
| SC Braga                   | Portugal | 2019 -      |

## Estadística de carrera

### J. League
| Club              | Año   | J. League | J. League | Copa J. League | Copa J. League | Total | Total |
| Club              | Año   | Part.     | Goles     | Part.          | Goles          | Part. | Goles |
| ----------------- | ----- | --------- | --------- | -------------- | -------------- | ----- | ----- |
| Kashiwa Reysol    | 2016  | 0         | 0         | 0              | 0              | 0     | 0     |
| Kashiwa Reysol    | 2017  | 0         | 0         | 2              | 0              | 2     | 0     |
| Montedio Yamagata | 2017  | 10        | 0         | -              | -              | 10    | 0     |
| Total             | Total | 10        | 0         | 2              | 0              | 12    | 0     |